# プリンセスプリンちゃん
『プリンセスプリンちゃん』は、古谷三敏による日本の漫画作品。『なかよし』（講談社）にて1969年1月号から12月号までに連載され、また同年の新年増刊号と春の増刊号に掲載されていた。

## 概要
かなりおてんばなプリン王女を中心に展開するドタバタギャグマンガで、古谷三敏の代表作の一つとされている。ただし現在の古谷作品とは全く趣が異なり、どちらかといえば画風も含めて赤塚不二夫の亜流作品に近い。
曙出版から1971年に「フジオプロ作品集 プリンセスプリンちゃん」として単行本（全1巻）が刊行された（絶版）。
この作品は連載当時、ハウス食品の「ハウスプリンミクス」とタイアップしており、毎月1ページの4分の1を割いて設けていた「読者コーナー」へ投稿した読者に対し、抽選で毎月100名に「ハウスプリンミクス」が送られるプレゼント企画があった。

## 登場人物
プリン王女
主人公。ハレンチ城の王女で、長い黒髪の美少女。しかし相当なおてんばで暴れん坊、かつきかん坊。怠け者で枠にはめられることを嫌い、性格も結構ドライである。年齢は9歳 - 10歳（作中で誕生日を迎える）。前半はいつも騒動を巻き起こす役回りであったが、後半は逆に周囲の騒動に振り回される役。
モモカン王子
ハレンチ城の王子。プリンの弟。姉とは絶えずケンカをしている。いつも騒動に巻き込まれる損な役回り。心優しい性格の持ち主。チビ太に似ている。
ピーナッツ王
ハレンチ城の王様。威厳は全くない。いつもプリンやモモカンと一緒になって遊ぶ。王妃とは既に死別。常に飄々としており、二人の父と言うよりも姉弟の長兄といった感じである。
キャンデー先生
女性。先生と呼ばれているが、家庭教師ではなく侍女であり料理人、いわゆる「ねえや」である。太い一本眉毛で恰幅が良く、言葉に訛りがある。（王様も含めた）プリン達の親代わりになっており、常識人で力強く、プリン達が巻き起こす騒動にも動じずこれを鎮圧する。とはいえ、プリン達にはほとほと手を焼いている感じである。
ワニッペ
モモカンが飼っているペットのワニ。いつもプリンにひどい目に遭わされる。